# 関口氏縁
関口 氏縁(せきぐち うじより、永正2年（1505年）－永禄3年5月19日（1560年6月12日））は、戦国時代の今川氏家臣。関口政興の子で、通称は彦三郎。官途名は越中守、刑部大輔。子に氏経。他に関口宮内少輔も子である可能性が高い。

## 経歴
関口刑部大輔家当主の通称は源三郎であるため、政興の嫡男ではなかったと推測される。関口氏は今川氏の庶流で室町幕府奉公衆であったが、遅くても享禄4年（1531年）までに先に今川氏に仕えていた関口氏兼（刑部少輔、政興の弟と推定）を頼って同氏に仕えた。
享禄4年（1531年）11月に駿河に下向した冷泉為和が今川氏輝との対面を実現できずに逗留していた際に、為和が「門弟」である氏縁を訪ねており、和歌を通じて師弟関係にあったとみられる。天文6年（1537年）頃に新たに築かれた駿河花沢城の初代城主となる。後に桶狭間の戦いにて戦死した。

## 系譜
関口氏は今川国氏の子・関口経国を初代とし、関口顕氏・兼氏・満幸・満興・教兼・政興と続き、室町幕府に仕えて越後守・刑部大輔を称してきたが、教兼の子とみられる関口氏兼が駿河に下って今川氏に仕えて一門衆にして家臣団の筆頭格である御一家衆の資格を得て刑部少輔を名乗った。後に本家筋の氏縁も氏兼を頼って今川氏に仕えて刑部大輔を称したのだという。今川家中に関口刑部大輔家と分家筋の刑部少輔家が並立しているのが明らかになったのは比較的最近のことである。しかも、今川氏に先に仕えるのは刑部少輔家であったが、本家筋の刑部大輔家も今川氏に仕えたことで、御一家衆の中の序列も刑部大輔家の方が上の家格に位置付けられるという複雑な経緯を辿っており、関口氏の2つの家が混同される事態となった。例えば、刑部少輔家の養嗣子である関口氏純（実父は瀬名氏貞）を刑部大輔家の氏縁の養弟と位置付けたり、氏純の娘である築山殿（徳川家康正室）を「関口刑部少輔氏縁の娘」とする文献（『御外戚伝』）が作成されるなど、両家の混同による誤りが今日まで見られている。